# Хуліо Сесар Касерес
Хуліо Сесар Касерес (ісп. Julio César Cáceres; 5 жовтня 1979, Сан Хосе Арройос, Парагвай) — парагвайський футболіст, що грав на позиції захисника, зокрему за збірну Парагваю, у складі якої — учасник чемпіонатів світу 2002, 2006 та 2010 років.
Згодом — футбольний тренер, з 2021 року очолює тренерський штаб «Олімпії» (Асунсьйон).

## Титули та досягнення
Гравець
- Чемпіон Парагваю (7): 2000, 2011К, 2016К, 2018К, 2019А, 2019К, 2020К
- Чемпіон Аргентини (1): 2008 А
- Переможець Ліги Мінейро (1): 2010
- Володар Кубка Лібертадорес (1): 2002
- Переможець Рекопи Південної Америки (2): 2003, 2008

Тренер
- Чемпіон Парагваю (1): 2022К
- Володар Кубка Парагваю (1): 2021
- Володар Суперкубка Парагваю (1): 2021